# André Lúcio Caye
André Lúcio Caye é um ex-canoísta brasileiro.
Ganhou medalha de bronze nos Jogos Pan-Americanos de 1999, disputados em Winnipeg, no Canadá, na modalidade K4 1000m, junto com Carlos Augusto Pimenta de Campos, Roger Caumo e Sebastian Ariel Cuattrin.
Ganhou medalha de prata nos Jogos Pan-Americanos de 2003, disputados em Santo Domingo, na República Dominicana, na mesma modalidade, junto com Carlos Augusto Pimenta de Campos, Sebastian Szubski e Sebastian Ariel Cuattrin.